# John Nelson (direttore d'orchestra)
John Wilton Nelson (San José, 6 dicembre 1941 – 31 marzo 2025) è stato un direttore d'orchestra statunitense.
Nato in Costa Rica da genitori statunitensi, Nelson studiò al Wheaton College, Illinois e più tardi alla Juilliard School of Music con Jean Paul Morel.

## Biografia e carriera
Nelson è stato direttore musicale dell'Orchestra Sinfonica di Indianapolis dal 1976 al 1987. Ha fatto due registrazioni commerciali con la Indianapolis Symphony, della musica di Ellen Taaffe Zwilich e Charles Martin Loeffler, per l'etichetta New World Records. Con l'Opera Theatre of Saint Louis fu direttore musicale dal 1985 al 1988 e Direttore Principale dal 1988 al 1991. È stato anche direttore musicale del Festival Caramoor a Katonah, New York, dal 1983 al 1990. Nel settembre 1998, Nelson divenne direttore Musicale dell'Ensemble Orchestral de Paris. Nel marzo 2007 fu annunciato che avrebbe lasciato questa posizione con l'Ensemble Orchestral de Paris alla fine della stagione 2007-2008.
Particolarmente noto come importante interprete di grandi opere romantiche, per i suoi spettacoli d'opera, in particolare le opere di Berlioz, e di musica barocca. Nelson ha diretto regolarmente in quasi tutte le principali città di tutto il mondo. In America si è esibito con la New York Philharmonic, la Los Angeles Philharmonic Orchestra, l'Orchestra di Filadelfia e le orchestre sinfoniche di Boston, Chicago, Pittsburgh, San Francisco, Dallas e Cleveland. In America Latina si è esibito con la National Symphony Orchestra (Costa Rica) ed il National Symphony Choir. In Europa, con le orchestre di Londra, Dresden Staatskapelle, Leipzig Gewandhaus, Orchestre de Paris, le orchestre di Cologne, Stuttgart, Rotterdam, Oslo e Stoccolma.
John Nelson era noto anche per il suo interesse per la musica corale ed era il direttore artistico di Soli Deo Gloria, un'organizzazione che aveva l'obiettivo di incoraggiare la musica sacra classica tramite l'organizzazione di raccolte fondi, favorendo esecuzioni di capolavori e rendendo possibile l'esecuzione di musica sacra classica in locali in cui tale musica non era ben conosciuta.
Nelson era sposato con sua moglie Anita fino alla sua morte, avvenuta nel mese di ottobre 2012. Negli ultimi anni aveva vissuto in Florida con sua figlia, Kirsten, e la sua famiglia.

## Discografia
- Bach: Arias for Soprano and Violin - Itzhak Perlman/John Nelson/Kathleen Battle/Orchestra of St. Luke's, 1992 Deutsche Grammophon
- Beethoven: Symphonies 1-9 - Ensemble Orchestral de Paris/John Nelson, 2006 Ensemble Orchestral de Paris
- Berlioz: Benvenuto Cellini - Gregory Kunde/John Nelson/Laurent Naouri/Orchestre national de France/Patrizia Ciofi, 2004 Erato Warner
- Berlioz: Te Deum - John Nelson/Marie-Claire Alain/Roberto Alagna, 2001 Erato Warner
- Berlioz: Les Nuits D'été - John Nelson/Orchestra of the Royal Opera House, Covent Garden/Susan Graham, 1997 Sony BMG
- Berlioz: Béatrice et Bénédict - Catherine Robbin/Enrico Di Giovanni/Gabriel Bacquier/Gilles Cachemaille/Henri Ambert/Jean-Luc Viala/Jean-Paul Racodon/John Nelson/Laurence Roy/Chorus & Orchestre de l'Opéra national de Lyon/Philippe Bardy/Philippe Bertin/Philippe Magnant/Sophie Niedergang/Susan Graham/Sylvia McNair/Valérie Jeannet/Vincent Le Texier, 1992 Erato
- Brahms: Alto Rhapsody/Mahler: Das Lied der Erde etc. - Ensemble Orchestral de Paris/John Nelson/Stephanie Blythe, 2004 Erato
- Chopin: Concertos pour Piano Nos. 1 & 2 - Boris Vadimovič Berezovskij/Ensemble Orchestral de Paris/John Nelson, 2007 Mirare
- Haendel, Semele - Nelson/Battle/Ramey/Horne, 1990 Deutsche Grammophon - Grammy Award for Best Opera Recording 1994
- Handel: Oratorio Arias - David Daniels/Ensemble Orchestral de Paris/John Nelson, 2002 Erato Warner
- Handel: L'allegro, il penseroso ed il moderato - David Daniels/Lynne Dawson/Ian Bostridge/John Nelson/Christine Brandes/Ensemble Orchestral de Paris, 2000 Erato Warner
- Mendelssohn - A Midsummer Night's Dream - Rebecca Evans/Oxford and Cambridge Shakespeare Company/Joyce DiDonato/Ensemble Orchestral de Paris/Le Jeune Choeur de Paris/John Nelson, 2003 Erato
- Mozart: Symphonies Nos. 31 "Paris", 39, 40 & 41 "Jupiter" - Ensemble Orchestral de Paris/John Nelson, 2008 naïve
- Mozart: Wind Concertos - Ensemble Orchestral de Paris/John Nelson, 2005 EMI Virgin Erato
- Blythe: Handel & Bach Arias - Ensemble Orchestral de Paris/John Nelson/Stephanie Blythe, 2001 Erato Warner
- Genaux: Bel Canto Arias. Rossini, Donizetti - Vivica Genaux/Ensemble Orchestral de Paris/John Nelson, 2011 EMI Erato
- Keyrouz: Psalms for the Third Millennium - John Nelson/Ensemble Orchestral de Paris/Marie Keyrouz, 2001 Erato Warner
- Baroque Duet - Kathleen Battle/Wynton Marsalis/Orchestra of St. Luke's/John Nelson, 1992 Sony BMG